# Божко, Дмитрий
Дмитрий Божко — советский и белорусский самбист, серебряный призёр Всесоюзных юношеских игр 1988 года, серебряный (1989) и бронзовый (1990) призёр розыгрышей Кубка СССР, серебряный призёр чемпионата СССР 1991 года, победитель соревнований по самбо летней Спартакиады народов СССР 1991 года, серебряный призёр чемпионата Европы 1992 года, серебряный призёр чемпионата мира 1991 года, мастер спорта СССР международного класса. Выступал во второй средней весовой категории (до 90 кг).

## Спортивные результаты
- Всесоюзные юношеские игры 1988 года — ;
- Кубок СССР по самбо 1989 года — ;
- Кубок СССР по самбо 1990 года — ;
- Чемпионат СССР по самбо 1991 года — ;